# Странджа (организация)
Вижте пояснителната страница за други значения на Странджа.
„Странджа“ е организация на преселниците от Одринска Тракия в България, съществувала от 1896 до 1900 година.
Одринското дружество „Странджа“ е създадено като легална организация през 1896 година във Варна от преселници в Княжество България от Одринския вилает, начело с Петко Киряков.
Само 2 месеца след основаването на дружество „Странджа“ през декември 1896 година в Бургас е свикан учредителният конгрес на тракийската емиграция в страната. Под редакторството на Никола Драгулев през същата година излиза и първият брой на печатния орган на дружеството вестник „Странджа“. Той е активен пропагандатор на идеята за организиране на нови дружества, клонове на Варненското дружество. Този пример е последван от бежанците-тракийци от Бургас, Пловдив, Айтос, Ямбол, Поморие, Провадия, Карнобат, Хасково и други. Главната причина за бързото разрастване на мрежата от емигрантски тракийски дружества са назрелите условия за организиране на тракийската емиграция и неуморната работа на ръководителите на Централното дружество във Варна – братята Никола и Петър Драгулеви и капитан Петко войвода.
Така през февруари 1897 година е свикан първи обединителен конгрес в Минковия хан в Бургас. След проведения първи конгрес обединеното вече дружество „Странджа“ осъществява инициативи и получава обществено признание.
За изълнение на решенията тесен кръг делегати на конгреса в Бургас, начело с Петко войвода, Георги Кондолов, Стоян Петров и други, създават таен революционен комитет. Тази помощен орган към централното ръководство във Варна има за задача да подпомага организирането и изпращането на въоръжени чети в Тракия. След като през следващите години, изпращат няколко чети в Странджа и в Родопите, ръководителите на дружеството се убеждават, че резултати не може да има докато не се подготви местното население за борба.
През 1899 година Върховният македонски комитет (ВМК) избира за свой председател Борис Сарафов. През следващата 1900 г. Сарафов прави предложение на дружество „Странджа“ за обединение по време на Седмия македоно-одрински конгрес, състоял се от 30 юли до 5 август 1900 г. Обединената организация започва да се нарича Върховен македоно-одрински комитет.